# Ферфакс (Јужна Каролина)
Ферфакс (енгл. Fairfax) град је у америчкој савезној држави Јужна Каролина.

## Демографија
По попису из 2010. године број становника је 2.025, што је 1.181 (-36,8%) становника мање него 2000. године.
| Група             | 2000.         | 2010.         |
| Белци             | 824 (25,7%)   | 386 (19,1%)   |
| Афроамериканци    | 2.355 (73,5%) | 1.592 (78,6%) |
| Азијати           | 4 (0,1%)      | 12 (0,6%)     |
| Хиспаноамериканци | 11 (0,3%)     | 31 (1,5%)     |
| Укупно            | 3.206         | 2.025         |